# Доусон, Монтегю
Монтегю Доусон (англ. Montague Dawson; 1895, Чизвик, Лондон — 1973) — британский художник-маринист.

## Биография
Дед Монтегю Доусона был известным художником-маринистом Генри Доусоном (1811—1878). Отец был морским инженером и увлеченным яхтсменом, однако его творения не только не приносили больших доходов, на их создание уходила большая часть солидного наследства, оставленного Генри Доусоном. Семье пришлось переехать из Лондона в Саутгемптон, Гэмпшир, где было более доступное жильё. Несмотря на то, что отец не смог обеспечить детям хорошее базовое образование, переезд к морю пошел будущему художнику на пользу. Он увлеченно изучал судоходство, парусный спорт и рыбалку.
В пятнадцать лет Доусон начал работать в коммерческой художественной студии в Лондоне, где он без отрыва от работы получил навыки иллюстрации и дизайна плакатов. Живя в Лондоне, юный художник с удовольствием посещал музеи, где открыл для себя творчество голландских маринистов, оказавшее на него большое влияние.
С началом Первой мировой войны Доусон поступил на службу в военно-морской флот и в звании лейтенанта служил на минных тральщиках и траулерах. Благодаря способностям к рисованию и прекрасному знанию судов, ему было поручено фиксировать ход войны на море. Многие из этих рисунков стали иллюстрациями в еженедельной газете The Sphere. Однажды газета опубликовала целый номер, посвященный рисункам Доусона об окончательной капитуляции немецкого Флота открытого моря в 1918 году.
Во время войны Доусон познакомился с маринистом Чарльзом Напьером Хеми (1841—1917), который стал наставником молодого художника, поощряя его продолжать карьеру в искусстве. Сразу после войны Доусон вернулся в Лондон, чтобы возобновить свою работу в качестве иллюстратора.
В 1924 году он отправился в экспедицию по поиску сокровищ на Карибы. Сокровища Доусону отыскать не удалось, зато зарисовки из этого путешествия художник отправил в Лондон для публикации в изданиях The Graphic и The Sphere, что еще больше утвердило его имя как одного из лучших молодых иллюстраторов Англии.
В 1926 году Доусон начал работать с дилерами изобразительного искусства Frost & Reed, которые оставались его представителями до конца жизни. Он продолжал публиковаться в журнале The Sphere, но теперь акварелям и рисункам стал предпочитать масляную живопись. В эти годы он также начал представлять свои работы на выставки Королевской академии, надеясь утвердиться в качестве серьезного художника-мариниста.
В 1934 году Доусон переехал к морю, в городок Милфорд-он-Си. Во время Второй мировой войны, когда британское побережье стало частью линии фронта, и многие соседи Доусона переехали вглубь страны, Доусон остался дома, рисуя текущие события по просьбе военно-морских чиновников и продолжая публиковать свои рисунки в журнале The Sphere.
Послевоенные десятилетия принесли Доусону еще большее признание. В 1946 году Доусон стал членом Королевского общества морских художников. Список его клиентов пополнялся все более известными именами, и в конечном итоге включал британскую королевскую семью, а также президентов Дуайта Д. Эйзенхауэра и Линдона Б. Джонсона. В эти годы он начал уделять все больше внимания написанию клиперов — многопарусных судов, благодаря которым в середине XIX века стала возможной торговля чаем с Китаем. Доусон был очарован романтической историей и изящным дизайном элегантных парусников. Он рисовал их в батальных сценах, на гонках, а иногда и просто на фоне горизонта.
В течение 1950-х, 1960-х и 1970-х годов в мастерскую Доусона продолжали поступать награды и заказы. Он работал непрерывно до конца жизни, совершенствуя свое мастерство и проводя большую часть времени в студии на заднем дворе своего дома, которую он построил в конце 1930-х годов.

## Личная жизнь
В 1925 году женился на Мэри Дорис. В 1928 году у пары родилась дочь Нирия.